# Voo Varig 254
O Voo Varig 254 (ICAO: VRG 254) foi uma rota comercial doméstica, operada pela Viação Aérea Rio-Grandense (Varig), utilizando um Boeing 737-241. Em 3 de setembro de 1989, a aeronave partiu do Aeroporto Internacional de Guarulhos, em São Paulo, com destino ao Aeroporto Internacional de Belém, no Pará, e previsão de escalas em seis aeroportos da rota. Após a decolagem do Aeroporto de Marabá, a aeronave, ao invés de tomar o rumo em direção ao norte para Belém, virou e passou a ir em direção oeste. Ao perceber o erro, os pilotos ficaram perdidos e não conseguiram retornar a qualquer aeroporto, tendo que fazer um pouso de emergência na selva. As pessoas a bordo tiveram que esperar 03 (três) dias até a chegada do primeiro resgate da Força Aérea Brasileira. Entre os 54 passageiros e tripulantes a bordo, 01 (um) morreu no momento do acidente por estar solto no corredor da aeronave, sendo arremessado em direção à cabine, e, mais 11 (onze), durante o tempo de espera do resgate. Dos 42 sobreviventes, dezessete tiveram ferimentos graves e 25 sofreram ferimentos leves.
O acidente foi o mais mortífero da aviação do país envolvendo um Boeing 737 até então, sendo superado posteriormente pelo voo Gol 1907, em 2006. O acidente foi investigado pela Força Aérea Brasileira, através do Sistema de Investigação e Prevenção de Acidentes Aeronáuticos (SIPAER, atual CENIPA), com o relatório final emitido em 23 de abril de 1991. O SIPAER concluiu que o acidente foi causado por erros cometidos pelos pilotos, no momento de repassar o plano de voo para a aeronave, e ao não verificar fatores importantes durante a viagem, como a leitura incorreta de proa pelo comandante e a confirmação dos dados incorretos pelo co-piloto.

## Antecedentes

### Alterações no plano de voo
O plano de voo é um documento essencial para que um voo seja efetivamente realizado, para que as autoridades de controle aéreo sejam comunicadas sobre informações básicas como o aeródromo de decolagem, destino e alternativa de pouso (em caso de situações eventuais de emergência), aerovias utilizadas, pontos geográficos, mudanças do nível de voo, tempo estimado, utilização de instrumentos para navegação, dados de identificação do piloto no comando e número de pessoas a bordo.
Em uma época onde as companhias aéreas passaram a buscar a modernização de seus serviços, a Varig, através de um Boletim Técnico de Operações, passou a utilizar o Sistema de Planos de Voo Computadorizado para todos os voos domésticos, em substituição dos então utilizados. Antes de tal sistema entrar em funcionamento, utilizavam-se apenas três dígitos para inserir a orientação do rumo que a aeronave deveria seguir. Com os novos planos computadorizados, que valiam para todas as aeronaves da frota com exceção do Electra, esse campo passou a contar com uma casa decimal, passando a ter quatro dígitos ao todo. Portanto, em aeronaves mais antigas como o 737-200, que ainda não adotava valores decimais em seus rumos magnéticos, o numeral zero localizado na casa decimal à direita deveria ser desprezado. Contudo, com a concepção existente entre os pilotos que o "zero à esquerda" deveria ser descartado tal como ocorre em numerais normais, e pela falta de treinamento da Varig na adaptação dos pilotos a esta nova adoção, diversos pilotos já haviam cometido o erro de utilizar as três últimas casas decimais anteriormente, ao invés das três primeiras.

### Aeronave e tripulação
A aeronave envolvida no acidente era um Boeing 737, modelo 737-241, número de série 21006, registrada no Brasil como PP-VMK, equipada com dois motores Pratt & Whitney JT8D, fabricada em fevereiro de 1975 e que entrou em serviço seis meses depois com a Varig. Pouco antes do acidente, em agosto de 1989, a aeronave tinha acumulado 33 mil horas de voo e mais de 14 mil ciclos (pousos e decolagens somados). Sua última checagem geral rotineira de manutenção fora realizada no dia 9 de agosto de 1989, pouco menos de um mês antes do acidente.
O voo estava sob o comando do capitão César Augusto Padula Garcez, 32 anos de idade e quase sete mil horas de voo (sendo quase mil horas no Boeing 737-241) e do copiloto Nilson de Souza Zille, 29 anos de idade e 884 horas de voo, (sendo 442 horas no Boeing 737-241). Além dos pilotos, havia quatro comissários de voo a bordo.
A aeronave iria completar a sétima e última etapa do voo. A aeronave procedia do Aeroporto de Guarulhos em São Paulo e realizou escalas nos aeroportos de Uberaba, Uberlândia, Goiânia, Brasília e Imperatriz, chegando ao Aeroporto de Marabá, onde faria a última etapa deste voo. A tripulação composta por Garcez e Zille assumiu o voo 254 antes da decolagem de Brasília, no mesmo momento em que receberam os planos de voo das etapas restantes do voo, inclusive Marabá-Belém.

### Etapas anteriores do voo
Às 9h43 (UTC-3), a aeronave decolou do Aeroporto Internacional de Guarulhos em São Paulo com destino a cidade de Uberaba, em Minas Gerais. O voo 254 era conhecido como "pinga-pinga" pelo grande número de escalas realizadas durante o voo até a chegada no destino final, por esse motivo era difícil que algum passageiro cumprisse todas as etapas do voo, já que existiam voos diretos entre São Paulo e Belém ou com apenas uma escala em Brasília.
A aeronave pousou em Uberaba às 10h37, embarcando e desembarcando diversos passageiros, destes apenas dois seguiriam até Belém. Decolou de Uberaba às 10h50, chegando em Uberlândia, também no estado de Minas Gerais, às 11h23, decolando novamente para Goiânia às 11h50 e chegando na cidade às 12h32. Na capital goiana, embarcaram mais seis passageiros que seguiriam a viagem até Belém. A aeronave, após 23 minutos de escala, decolou para Brasília às 12h55, chegando à capital federal às 13h22. Na cidade, a tripulação do comandante Genaro deixou o avião e deu lugar a tripulação do comandante Garcez. Decolou às 14h05 para a etapa mais longa do voo, até a cidade maranhense de Imperatriz, onde pousou às 14h51. Após o embarque e desembarque dos passageiros, o avião decolou às 16h35 para a penúltima etapa do voo, até a cidade paraense de Marabá. A aproximação de Marabá foi consideravelmente complicada para os pilotos, por conta da névoa seca formada pela fumaça das queimadas nas roças, prejudicando a visibilidade para o pouso. A aeronave tocou a pista de Marabá exatamente às dezessete horas, sendo programado para decolar apenas vinte minutos depois, cumprindo a última etapa do voo até Belém.

## Acidente
O Boeing 737-200 prefixo PP-VMK decolara do aeroporto de São Paulo/Guarulhos às 9h 43min de 3 de setembro de 1989, iniciando o voo RG-254 entre São Paulo e Belém, com escalas previstas em Uberaba, Uberlândia, Goiânia, Brasília (onde ocorreu a troca programada de tripulação), Imperatriz e Marabá. O Voo RG-254 transcorreu normalmente até Marabá, onde pousara naquela tarde às 17h8min.
Em Marabá, a aeronave foi reabastecida e preparada para a etapa final do voo até Belém, com duração de 50 minutos. Tendo decolado às 17h 35min, o Boeing 737-200 PP-VMK tomaria o rumo oeste, ao invés do rumo norte. Após ter alcançado teoricamente 89 m.n. (165 km) de distância de Belém, a tripulação do RG-254 haveria tentado estabelecer contato com o Controle de Aproximação (APP) Belém. A comunicação com o APP Belém só foi conseguida através de uma ponte realizada por outro Boeing da VARIG que realizava o voo 266 de Santarém para Brasília. A dificuldade de comunicação com Belém, aliada ao não avistamento da cidade, indicavam possíveis erros de navegação. O atraso da aeronave não despertaria preocupação nas autoridades, por conta do voo ser realizado em um tranquilo domingo, dia de jogo da seleção brasileira de futebol, e o trecho final do voo 254 ser de fácil execução. O APP Belém, acreditando que o voo 254 estava seguindo o rumo correto, concederia autorização de pouso para o PP-VMK. Por sua vez, o centro de coordenação da VARIG também não perceberia o atraso do voo 254.
Com o passar do tempo, a situação começou a sair do controle. Após relutar em pedir ajuda, a tripulação do voo 254 conseguiu se comunicar por volta das 20h 30min com tripulações dos voos 231 e 266 da Varig. Após travar diálogo de 25 minutos com essas tripulações, o Varig 254 cortou as comunicações e realizou um pouso forçado em decorrência da "pane seca".
Após voar por três horas sem descobrir sua real posição, o comandante do PP-VMK realizou um pouso forçado, por volta das 21h, em uma área de floresta localizada 60 km ao norte de São José do Xingu. A aeronave chocou-se contra as árvores, causando a morte de 12 ocupantes, dos 54 que estavam a bordo. Dos 42 sobreviventes, 17 tiveram ferimentos graves e 25 ferimentos leves.
Por erro da tripulação, a rota seguida pela aeronave foi diferente da rota estabelecida pelo plano de voo. Ao invés de programar a direção "027" graus, o piloto inseriu "270" graus no sistema de navegação (embora o co-piloto tenha endossado o erro durante a checagem pré-voo, ao invés de supervisionar a inserção de rota por parte do piloto). Esse erro não informado pela tripulação, além do avião ter se acidentado em um local de difícil localização visual e acesso, contribuíram para a demora no resgate das vítimas. Quatro ocupantes do Voo 254 caminhariam por 40 quilômetros selva adentro até alcançarem a sede da fazenda Curunaré no dia 5 de setembro, de onde foram levados à fazenda Ferrão de Prata, equipada com rádio. Somente então conseguiram avisar a FAB a respeito do local aproximado do pouso forçado. Um Bandeirante do Serviço de Busca e Salvamento (SAR) sobrevoou os destroços do PP-VMK às 16h 25min do dia 5. O pouso forçado destruiu a aeronave, abrindo uma clareira de mais de 100 metros na mata. Os primeiros sobreviventes foram resgatados na noite do dia 5, assim como os corpos das oito primeiras vítimas que se elevariam a doze até a conclusão do resgate.
| “ | Estou com todas as luzes acesas. Só tenho 100 quilos de combustível. Estou a 8500 pés. Vejo duas queimadas e vou tentar o pouso. | ” |
|   | — Último comunicado do piloto César Augusto Pádula Garcez, interceptado pelo comandante do voo Varig 266.                        |   |

## Investigações
As investigações sobre o acidente se iniciariam no dia 7 de setembro. Desde o desaparecimento da aeronave, a aeronáutica apontava falha humana como causa do desastre. Havia a suspeita de que os tripulantes do PP-VMK, entre eles o piloto Cézar Augusto Padula Garcez, estivessem distraídos ouvindo o jogo do Brasil contra o Chile, válido pelas Eliminatórias da Copa do Mundo FIFA de 1990 (jogo famoso pela fraude do goleiro chileno Rojas e pela fogueteira do Maracanã). No entanto, seria descoberto um erro de navegação localizado no plano de voo fornecido pela VARIG. No plano, estava grafado rumo 0270, significando 027,0 graus. A companhia aérea fornecia o mesmo tipo de plano de voo para as aeronaves que usavam proas com decimais e as que usavam apenas o valor inteiro da proa. Apesar desta particularidade ser informada aos pilotos nos treinamentos da companhia aérea, o valor expresso no plano de voo 0270 foi interpretado pelo comandante como sendo 270°. Este erro de interpretação significa trocar a direção aproximada do norte (27°) pelo rumo oeste (270°). O quarto dígito seria utilizado apenas pelas tripulações dos DC-10, que eram equipados com os Sistemas de navegação inercial (INS). Os Boeing 737 não eram equipados com INS, utilizando para navegação sistemas de radiofaróis (NDB) e VOR.
Meses após o acidente, o plano de voo do VARIG 254 foi entregue a 21 pilotos das principais companhias aéreas do mundo durante um teste realizado pela International Federation of Air Line Pilots' Associations (IFALPA). Nada menos que 15 pilotos cometeriam o mesmo erro da tripulação do voo VARIG 254. Após o acidente do voo 254, A VARIG instalaria em suas aeronaves equipamentos para utilização do sistema Omega.
O relatório final do acidente concluiu que houve erro humano, embora as deficiências do plano de voo fornecido pela VARIG também tivessem contribuído. Posteriormente a VARIG seria obrigada a suprimir o 4.º dígito dos planos de voo de aeronaves que não possuíam sistemas de navegação inercial (INS). Segundo o relatório, o erro na interpretação do plano de voo, ao inserir uma direção incorreta no indicador de situação horizontal [en] (HSI), levou a um trajeto maior da aeronave, com o consequente esgotamento do combustível durante o voo.pg.1192 Houve ainda a falta de um monitoramento aéreo mais eficiente por parte das autoridades (sendo que o controle de aproximação de Belém não dispunha de radar, equipamento instalado posteriormente) tenha contribuído significativamente para ocasionar o acidente. O acidente do Voo VARIG 254 contribuiria para a implantação do Sistema de Vigilância da Amazônia.
O comandante Cesar Garcez e o co-piloto Nilson Zille acabaram condenados mais tarde a quatro anos de prisão, pena convertida em serviços comunitários. A responsabilidade dos dois na tragédia é atribuída ao erro de navegação e relutância em pedir ajuda, tendo optado por tentar descobrir o caminho para Belém sozinhos guiando-se por rádios comerciais e análises visuais culminando na aeronave sem combustível.